# Imke Mendoza
Imke Mendoza (* 1965 in Mannheim) ist eine deutsche Slawistin und Professorin für Slawistische Linguistik an der Paris-Lodron-Universität Salzburg.

## Leben
Imke Mendoza studierte von 1984 bis 1991 Slawistik, Indogermanistik und Baltistik an der Ludwig-Maximilians-Universität München sowie an der Universität Wien. Im Anschluss an ihre Promotion 1994 war sie wissenschaftliche Assistentin am Slavischen Seminar der Universität Zürich. 1996 kehrte sie an die Universität München zurück, wo sie sich 2004 habilitierte. Nach ihrer Habilitation setzte Imke Mendoza ihre wissenschaftliche Arbeit als wissenschaftliche Angestellte in München fort. 2008 nahm sie den Ruf an die Paris-Lodron-Universität Salzburg an. Seit 2012 ist sie Mitherausgeberin der von Max Vasmer begründeten Zeitschrift für slavische Philologie.

## Schriften
- Zur Koordination im Russischen: и, а und да als pragmatische Konnektoren (Dissertationsschrift)
- Nominaldetermination im Polnischen. Die primären Ausdrucksmittel (Habilitationsschrift)